# Termoli
Termoli är en ort och kommun i provinsen Campobasso i regionen Molise i Italien. Kommunen hade 33 617 invånare (2018).